# بحيرة تراسيمينو
بحيرة تراسيمينو (بالإيطالية: Lago Trasimeno)‏ وهي أكبر بحيرة في شبه الجزيرة الإيطالية إلى الجنوب من نهر بو بمساحة 128 كم2 وأقل قليلاً من بحيرة كومو. لا يصب أي نهر رئيسي مباشرة في البحيرة وبالتالي يتقلب مستوى المياه إلى حد كبير حسب مستويات هطول الأمطار ومطالب التجمعات السكانية الموسمية القريبة.

## معرض صور

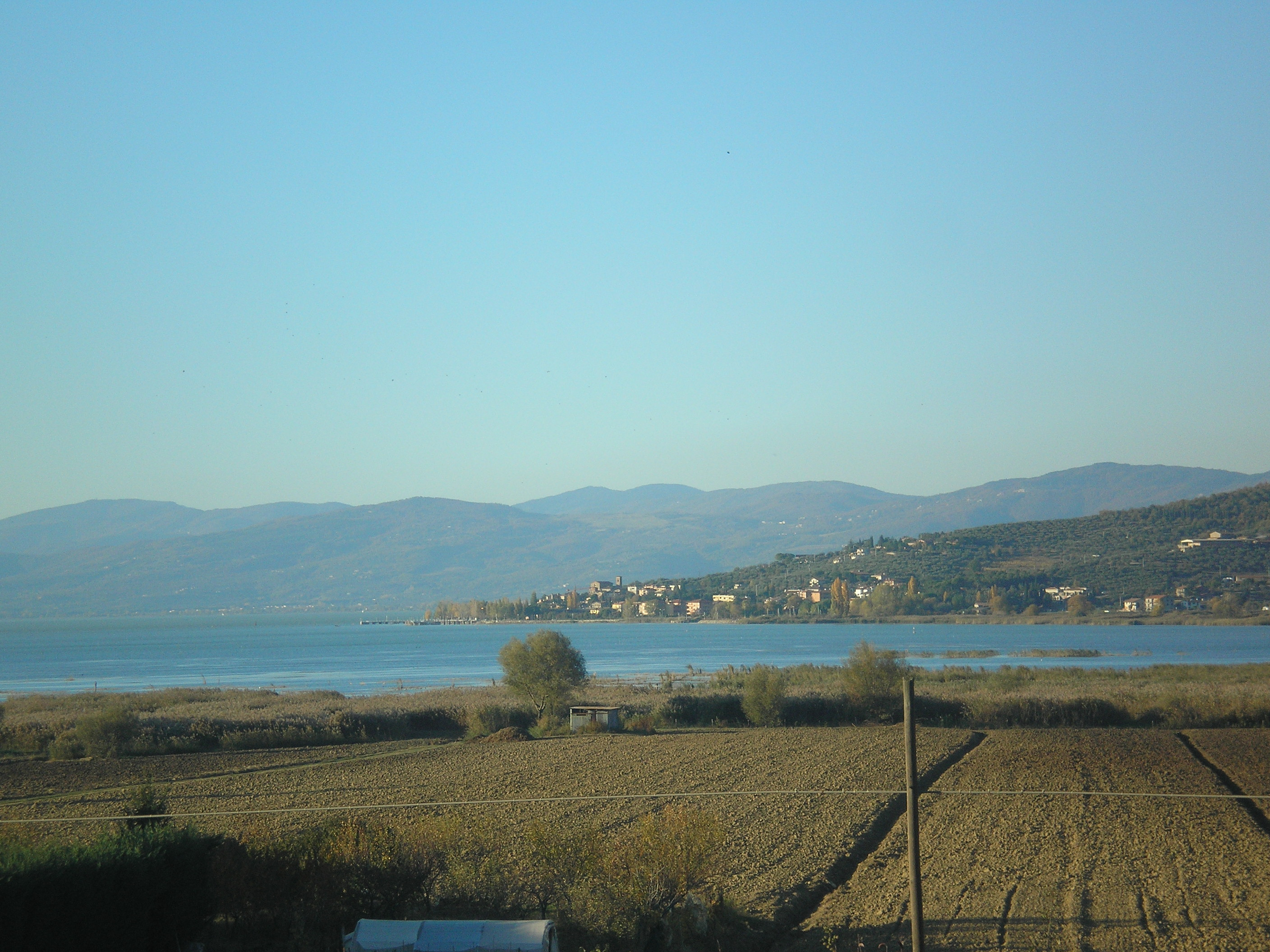
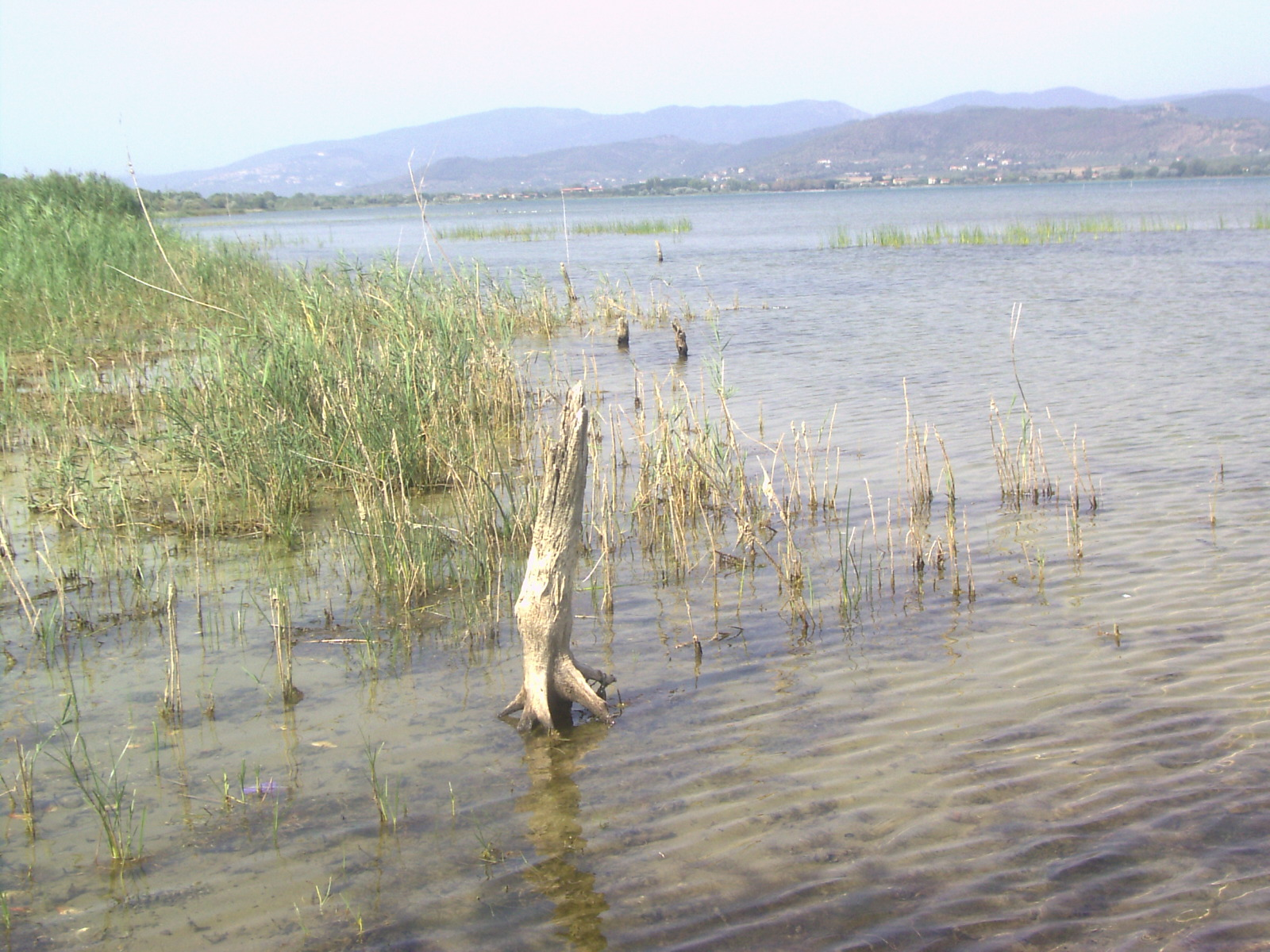
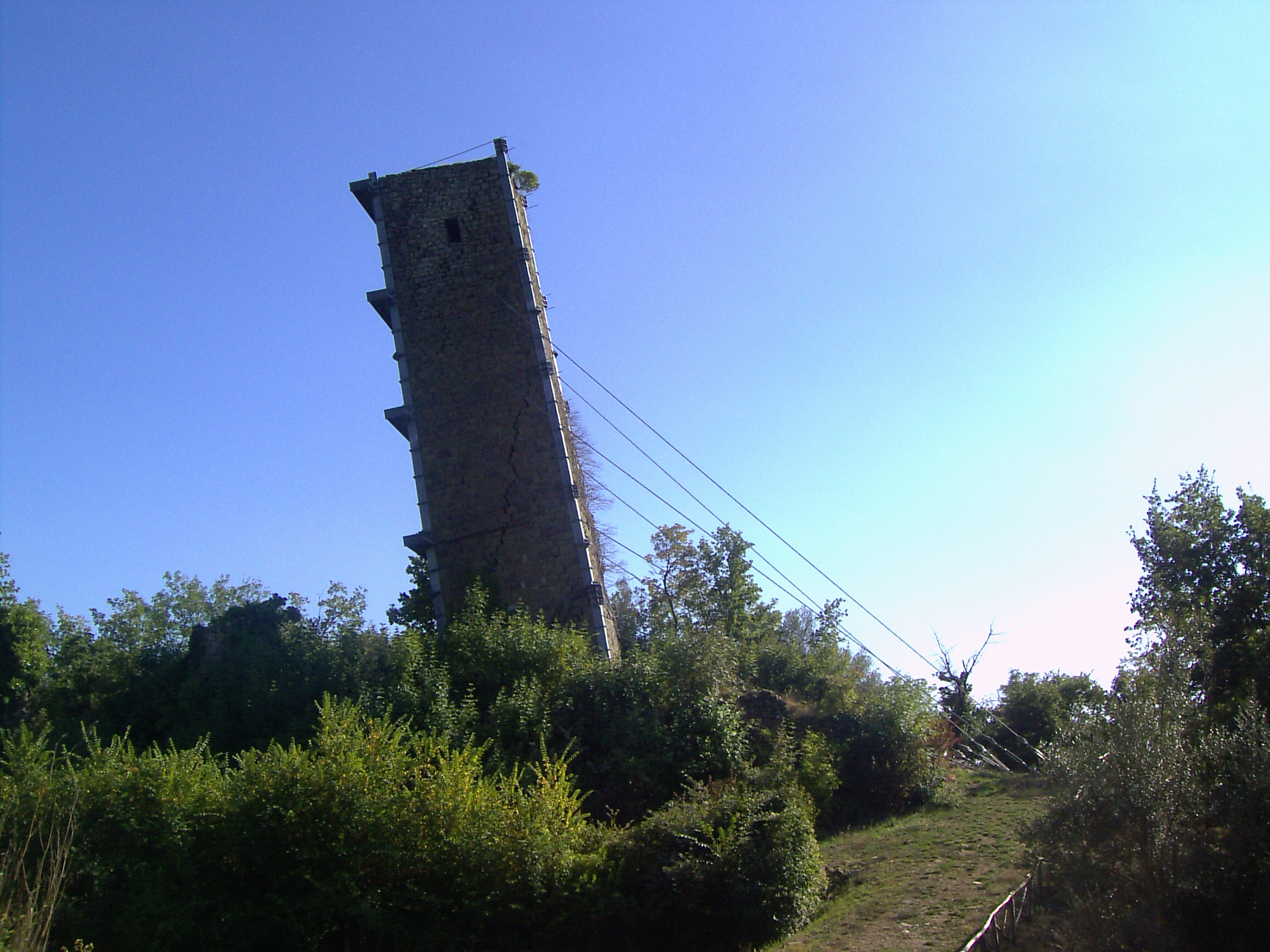